# زهير محسن
زهير حسن محسن الظاهر (أبو حسن؛ ولد في 1936 في طولكرم - اغتيل في 25 يوليو 1979 في كان) هوسياسي وقائد عسكري فلسطيني، من كبار السياسيين الفلسطينيين، وزعيم منظمة الصاعقة، وأحد أبرز قادة حزب البعث العربي الاشتراكي، تولى مواقع هامة ورفيعة في منظمة التحرير الفلسطينية، منها رئيسًا للدائرة العسكرية بالمنظمة.

## نشأته وتحصيله العلمي
ولد زهير حسن ظاهر محسن في مدينة طولكرم الفلسطينية عام 1936. تلقى تعليمه الابتدائي والإعدادي والثانوي في مدارس مدينته، وأنهى الثانوية عام 1954 بالمدرسة الفاضلية العريقة في المدينة.

## حياته الشخصية
زهير محسن متزوج ولديه ولد اسمه حسن، وليس لديه أي بيت أو فيلا باسمه حيث كان يستأجر شقة.

## حياته السياسية[5]
انتسب زهير محسن لحزب البعث العربي الاشتراكي في مدينته طولكرم عام 1953، وأصبح عام 1957 عضواً في قيادة الحزب في مدينة طولكرم وهو الأمر الذي أدى لملاحقته واعتقاله.
عمل محسن معلماً في الكويت، وفي في عام 1964 أصبح عضواً في قيادة منظمة الحزب بالكويت.
في عام 1968، ترك عمله في الكويت، وانتقل إلى دمشق حيث أصبح عضواً في القيادة القطرية للتنظيم الفلسطيني الموحد حتى نهاية عام 1968.

## مناصبه[6]
- عضو في قيادة حزب البعث العربي الاشتراكي.
- عضو في المجلس الوطني الفلسطيني منذ عام 1968.
- نائب رئيس المجلس الوطني الفلسطيني.
- الأمين العام لمنظمة الصاعقة "منظمة طلائع حرب التحرير الشعبية"، منذ يوليو 1971 وحتى اغتياله في 25 يوليو 1979.
- رئيس اللجنة السياسية العليا للفلسطينيين في لبنان.
- عضو اللجنة التنفيذية لمنظمة التحرير الفلسطينية.
- رئيس الدائرة العسكرية في منظمة التحرير الفلسطينية حتى وفاته.
- عضو في القيادة القومية لحزب البعث العربي الاشتراكي عام 1971 وحتى وفاته.

## مؤلفاته[7]
- كتاب "الثورة الفلسطينية بين الفكر والممارسة"، دمشق عام 1972.
- كتاب الثورة الفلسطينية بين الحاضر والمستقبل، دمشق عام 1973.
- كتاب "موقفنا في الأزمة اللبنانية"، دمشق عام 1977.
- كتاب "ترسيخ الفكر الثوري"، بيروت عام 1978.

## اغتياله
في 25 يوليو 1979 قام جهاز الموساد الإسرائيلي باغتياله في مدينة كان الفرنسية.

## جنازته
في موكب ضخم جاب شوارع دمشق، تم تشييع جثمانه في جنازة رسمية شارك فيها كل من الرئيس حافظ الأسد والرئيس ياسر عرفات، ودُفن في مقبرة شهداء فلسطين في دمشق.

## تخليد ذكراه
تكريماً له تم تشييد مدرسة تحمل اسمه في مدينته طولكرم.

## روابط خارجية
- زهير محسن على موقع أرشيف الشارخ.
- زهير محسن على موقع الموسوعة البريطانية (الإنجليزية)
- زهير محسن على موقع مونزينجر (الألمانية)